# Michihiro Tsuruta
Pour les articles homonymes, voir Tsuruta (homonymie).
Michihiro Tsuruta (鶴田 道弘, Tsuruta Michihiro) est un footballeur japonais né le 4 janvier 1968. Il évoluait au poste de milieu de terrain.